# Пилява (Чортківський район)
Пи́лява — село в Україні, у Трибухівській сільській громаді Чортківського району Тернопільської області. Розташоване на півночі району за  11 км від найближчої залізничної ст. Бучач.
Населення 501 особа (2007).

## Історія
За переказами, 12-15 ст. на місці села було містечко Золота Пилява, яке зруйнували татари.

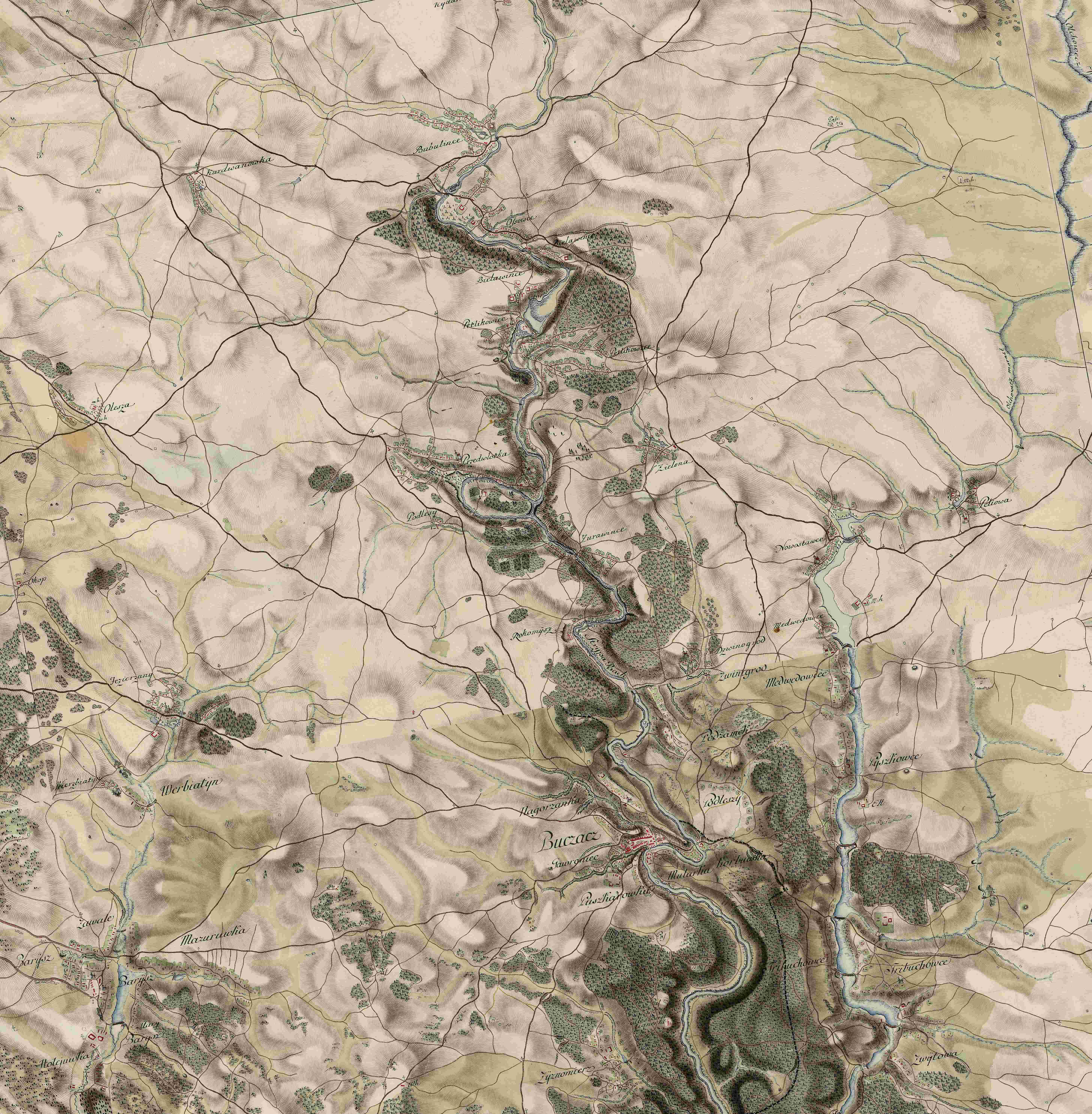
Пилява на мапі фон Міґа, XVIII ст.

Власник Бучача і села Ян Потоцький записав його для утримання домініканського монастиря та костелу (колишні церква і монастир Святої Трійці) в місті фундаційною грамотою 1652 року.
Під час 1-ї та 2-ї світових війн зазнало значних руйнувань.
Діяли українські товариства «Просвіта», «Луг», «Сільський господар», «Рідна школа», кооперативу.
12 червня 2020 року, відповідно до розпорядження Кабінету Міністрів України № 724-р «Про визначення адміністративних центрів та затвердження територій територіальних громад Тернопільської області» увійшло до складу Трибухівської сільської громади.
19 липня 2020 року, в результаті адміністративно-територіальної реформи та ліквідації Бучацького району, увійшло до складу новоутвореного Чортківського району.

## Політика

### Парламентські вибори, 2019
На позачергових парламентських виборах 2019 року у селі функціонувала окрема виборча дільниця № 610177, розташована у приміщенні сільської ради.
Результати
- зареєстровано 356 виборців, явка 61,52%, найбільше голосів віддано за «Слугу народу» — 40,74%, за Всеукраїнське об'єднання «Батьківщина» — 17,59%, за «Європейську Солідарність» — 15,28%.[4] В одномандатному окрузі найбільше голосів отримав Микола Люшняк (самовисування) — 35,21%, за Аллу Стечишин (самовисування) — 25,35%, за Ігоря Сопеля (Слуга народу) — 16,90%[5].

## Соціальна сфера
Працюють загальноосвітня школа I-III ступенів, Будинок культури, бібліотека, ФАП, відділення зв'язку, музей Мар'яна Крушельницького.

## Релігія
- церква Святої Великомучениці Параскеви П'ятниці (1990, мурована, ПЦУ)[6],
- церква святої Парасковії П'ятниці (1996, мурована, УГКЦ),
- костьол.

## Пам'ятки
- Поселення Пилява I[d] (черняхівська культура (III—IV ст. н. е.); давньоруський час (XII—XIII ст.));
- Поселення Пилява II[d] (енеоліт (IV—III тис. до н.е.); ранній залізний вік (І тис. до н. е.); черняхівська культура (III—IV ст. н. е.); давньоруський час (XII—XIII ст.));
- Пам'ятний знак воїнам-землякам[d], які загинули в роки Другої світової війни;

## Відомі люди

### Народилися
- Григорій Ґонець — громадський діяч.
- Мар'ян Крушельницький — український актор і театральний режисер.
- Микола Шлемкевич — філософ, публіцист, громадсько-політичний діяч, дійсний член НТШ і УВАН.

### Парохи

#### Греко-католицькі
| Ім'я                                                           | Роки                                        | Коротка довідка | Світлина |
| -------------------------------------------------------------- | ------------------------------------------- | --------------- | -------- |
| о. Евстахій Риневич (1804-10 липня 1861)                       | 1832-1836                                   |                 |          |
| о. Олександр Горинович                                         | 1837-1840                                   |                 |          |
| о. Йосип Січинський (1813-5 лютого 1865)                       | 1841-1865                                   |                 |          |
| о. Василь Коржинський (1833 - 24 грудня 1906)                  | 4 квітня 1865-1887                          |                 |          |
| о. Михайло Баб'як (1 жовтня 1853—17 серпня 1938)               | 11 листопада 1880-15 травня 1889(сотрудник) |                 |          |
| о. Іван Шлемкевич (1859-1938)                                  | 16 травня 1889-25 березня 1894              |                 |          |
| о. Амврозій Кадайський (1864)                                  | 1895-1898                                   |                 |          |
| о. Олександр Шарковський (1865-29 квітня 1942)                 | 1899-1903                                   |                 |          |
| о. Іван Лушпинський (18 травня 1872—6 червня 1943, Товстеньке) | 22 квітня 1903 - 5 травня 1905?             |                 |          |
| о. Іван Брикович (1875-)                                       | 6 травня 1905?-31 березня 1909              |                 |          |
| о. Іван Галай (1879-)                                          | 1 квітня 1909 - 30 вересня 1910             |                 |          |
| о. Лаврентій Ткачук (1879-16 квітня 1933)                      | 1 жовтня 1910-31 січня 1922                 |                 |          |
| о. Іван Ульванський (1862-)                                    | 1 лютого 1922 - 31 березня 1926             |                 |          |
| о. Іларіон Лушпинський                                         | 1 квітня 1926-14 травня 1930                |                 |          |
| о. Іван Романовський                                           | 15 травня 1930-30 червня 1930               |                 |          |
| о. Володимир Франчук (1897-)                                   | 1931-1934                                   |                 |          |
| о. Іван Горецький (1891-1980)                                  | 15 вересня 1933-1 серпня 1937               |                 |          |
| о. Михайло Келеман (1913—1993)                                 | 1 серпня 1937-1939                          |                 |          |

### Померли
- Александр Бахтін — загинув у час німецько-радянської війні поблизу села, Герой Радянського Союзу.

## Галерея

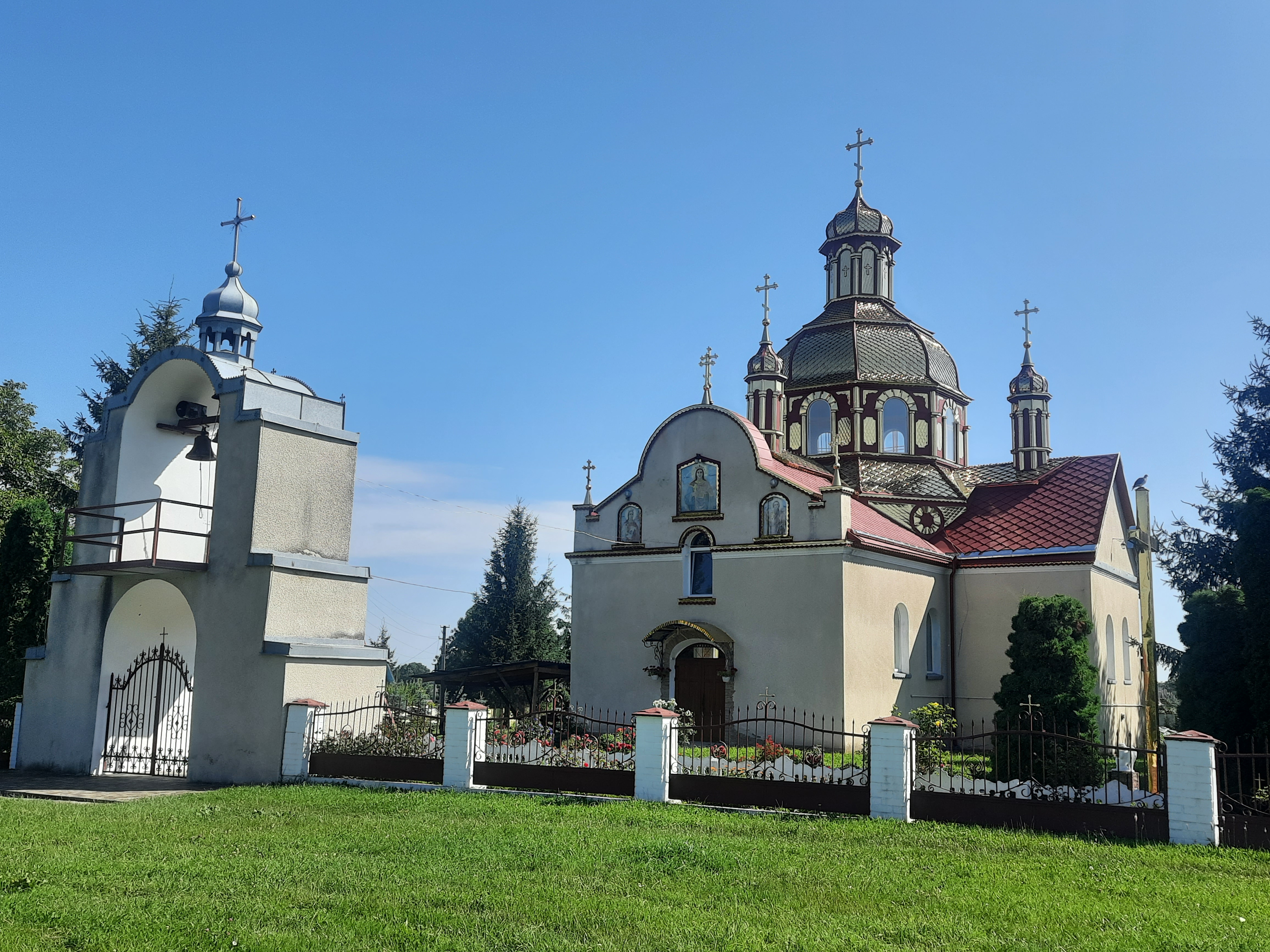
Церква Святої Великомучениці Параскевії
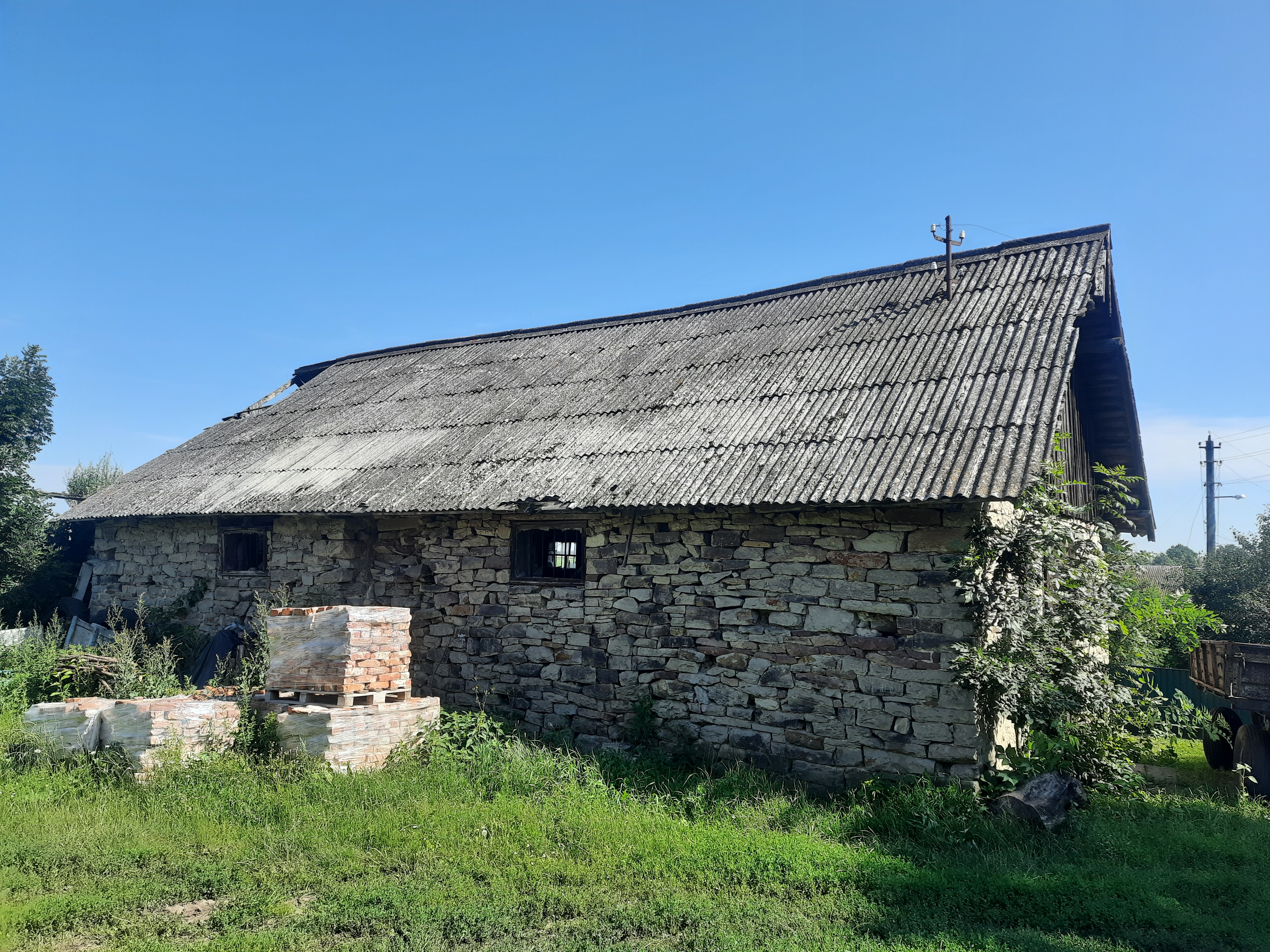
Будівля старого костелу
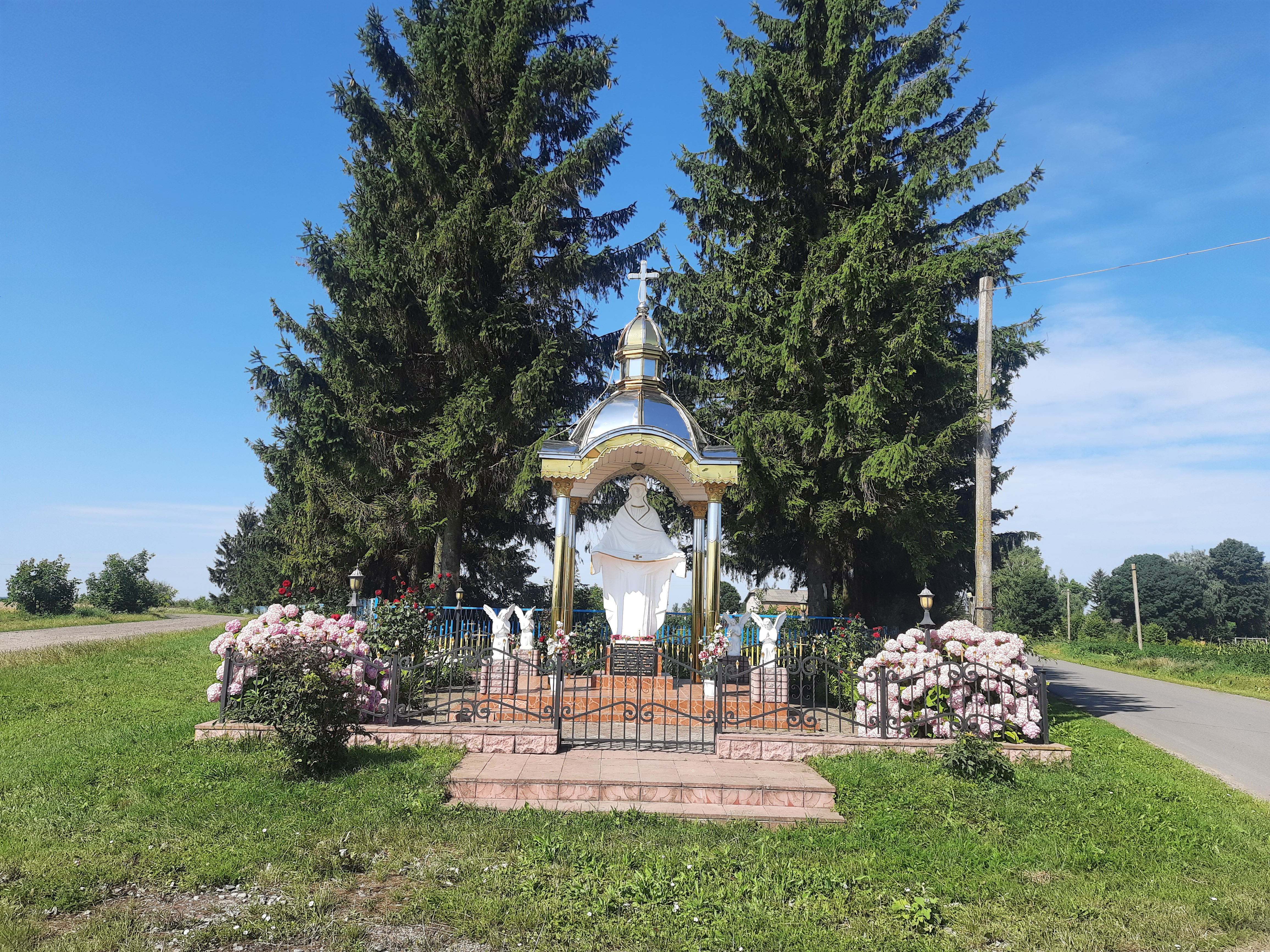
Статуя Божої Матері
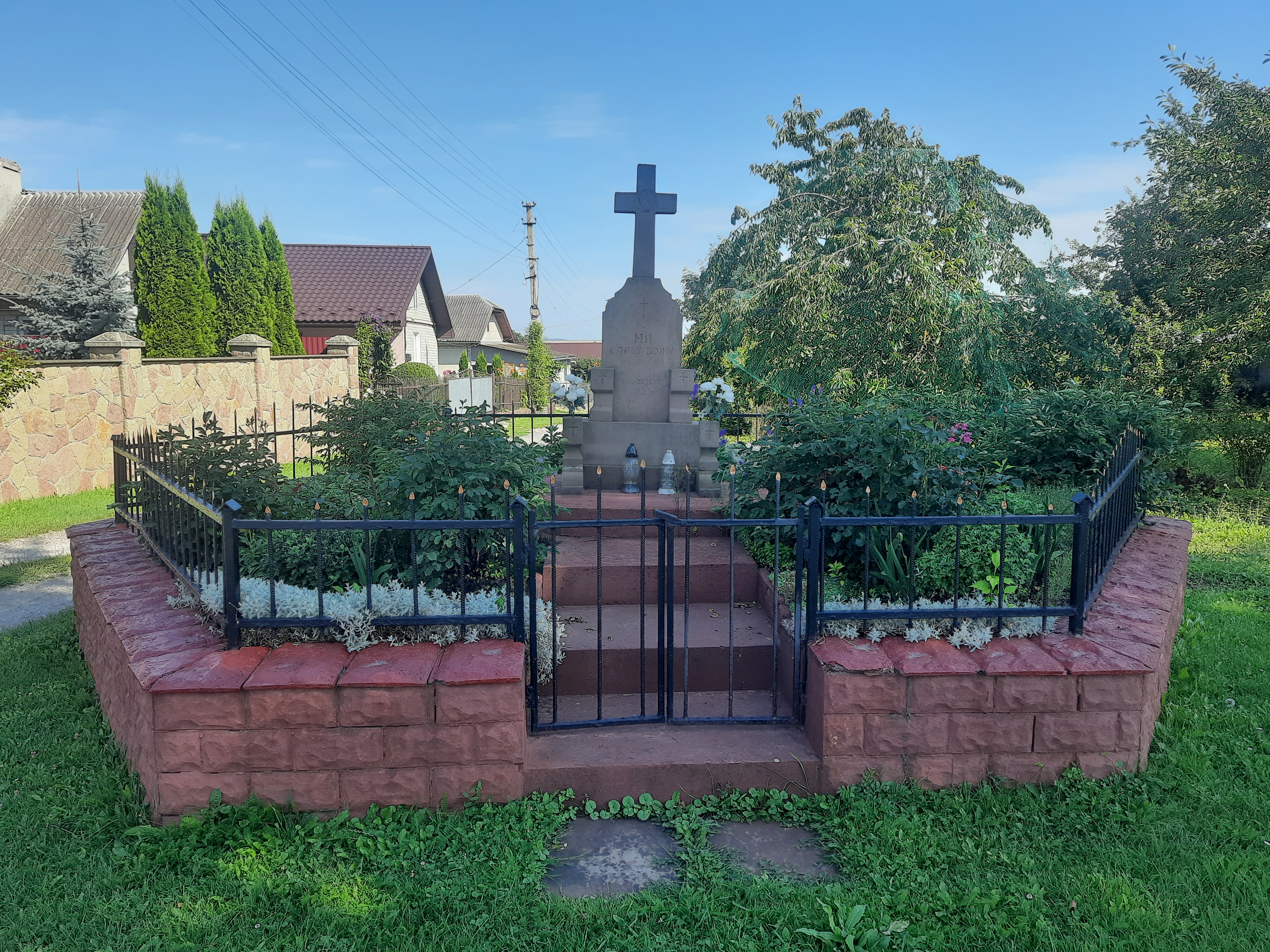
Пам'ятний хрест
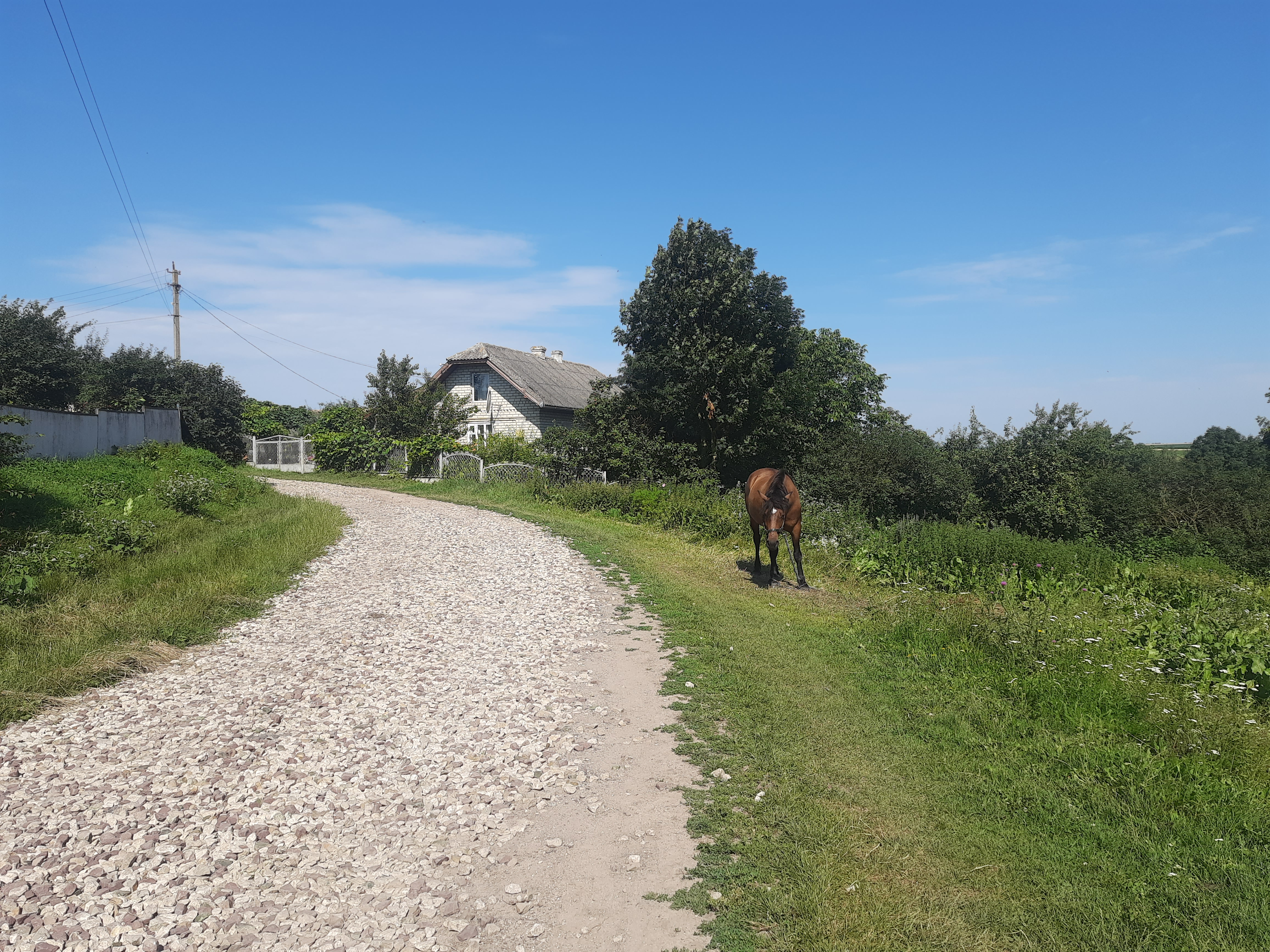
Сільський пейзаж